# یونکرس گ ۳۱
یونکرس گ ۳۱ (به انگلیسی: Junkers G 31) یک هواگرد ساختِ کارخانهٔ یونکرس در کشور آلمان است. نخستین استفاده‌کنندهٔ این هواپیما دویچه لوفت هانزا بوده‌است. این هواگرد برای نخستین بار در ۱۹۲۶ میلادی مورد استفاده قرار گرفت.